# Корода (село)
Корода́ (авар. Къорода) — село в Гунибском районе Дагестана. Административный центр сельского поселения Сельсовет Кородинский.
Село состоит из старой и новой части, причём по состоянию на 2016 год старая часть была уже полностью заброшена, в нём проживала лишь одна пожилая жительница Патимат Абакарова. В марте 2019 года стало известно, что последняя жительница села умерла.

## География
Расположено в 12 км к северо-западу от районного центра с. Гуниб, на р. Кунада (бассейн р. Аварское Койсу).

## Население
| 1869 | 1888  | 1895  | 1926  | 1939  | 1970 | 1989 |
| ---- | ----- | ----- | ----- | ----- | ---- | ---- |
| 1885 | ↘1519 | ↘1456 | ↘1380 | ↗1448 | ↘968 | ↘557 |
| 2002 | 2010  | 2021  |       |       |      |      |
| ↗870 | ↗939  | ↗1053 |       |       |      |      |

## История
В 2017 году в селе проходили съёмки художественного фильма Павла Лунгина «Братство» (по сценарию, действие фильма происходит в афганском кишлаке).